# Bulbophyllum nephropetalum
Bulbophyllum nephropetalum là một loài phong lan thuộc chi Bulbophyllum.